# Patryk Mogilnicki
Patryk Mogilnicki (ur. w 1976 w Poznaniu) – ilustrator, rysownik. Ukończył Grafikę Warsztatową na wydziale Grafiki, Malarstwa i Rzeźby poznańskiej Akademii Sztuk Pięknych (obecnie Uniwersytet Artystyczny). 
Specjalizuje się w ilustracji prasowej i książkowej, projektowaniu plakatów, okładek płyt i książek oraz tworzeniu komiksów. W 1999 roku zadebiutował cyklem rysunkowym Fantasmagorie, który został opublikowany w magazynie „Max”, a następnie był kontynuowany w „Wysokich Obcasach”. Jego prace można znaleźć m.in. w: „Dużym Formacie”, „Zwierciadle”, „Charakterach”, „Playboyu”, „Wprost”, „Esquire”, „Newsweek Polska” oraz „Przekroju”.

## Publikacje
Na podstawie:
2009
- Pictographic Index 1, The Peppin Press, Holandia (ilustracje)

2012
- Ilustrarte'12 Catalog, Musea Da Eletriciade, Hiszpania (ilustracje)
- 1000 Portrait Ilustrations, Quarry, Stany Zjednoczone (ilustracje)

2016
- The Best Polish Press Illustrations, Slow, Polska (ilustracje)

2017
- The Best Polish Poster Illustrations, Slow, Polska (ilustracje)
- Nie ma co się obrażać. Nowa polska ilustracja, Karakter, Polska (książka autorska)

## Wystawy
Na podstawie:
2010
- Przedmiot Pożądania, Warszawa
- Ilustracja PL, Warszawa

2011
- All Play No Work, Berlin
- The Last Match, International Touring Exhibition

2012
- Ilustracja PL, Warszawa
- Ilustrarte'12, Lizbona

2013
- Katalog Wypadków, Kraków

2014
- Złoty Wiek. Kolekcja Vinylcanvas, Wrocław
- 48 Social Club. Tokyo Designers Club, Tokio

2015
- Do It Your Way / Polish Design in Pieces, Milan
- Inside Out. Polish Graphic Design, Wanted Design, Nowy Jork

2016
- Tu czy Tam?, Zachęta, Warszawa
- Elementarz Polskiego Designu, Gdynia Design Days